# 穆魯拉塔山

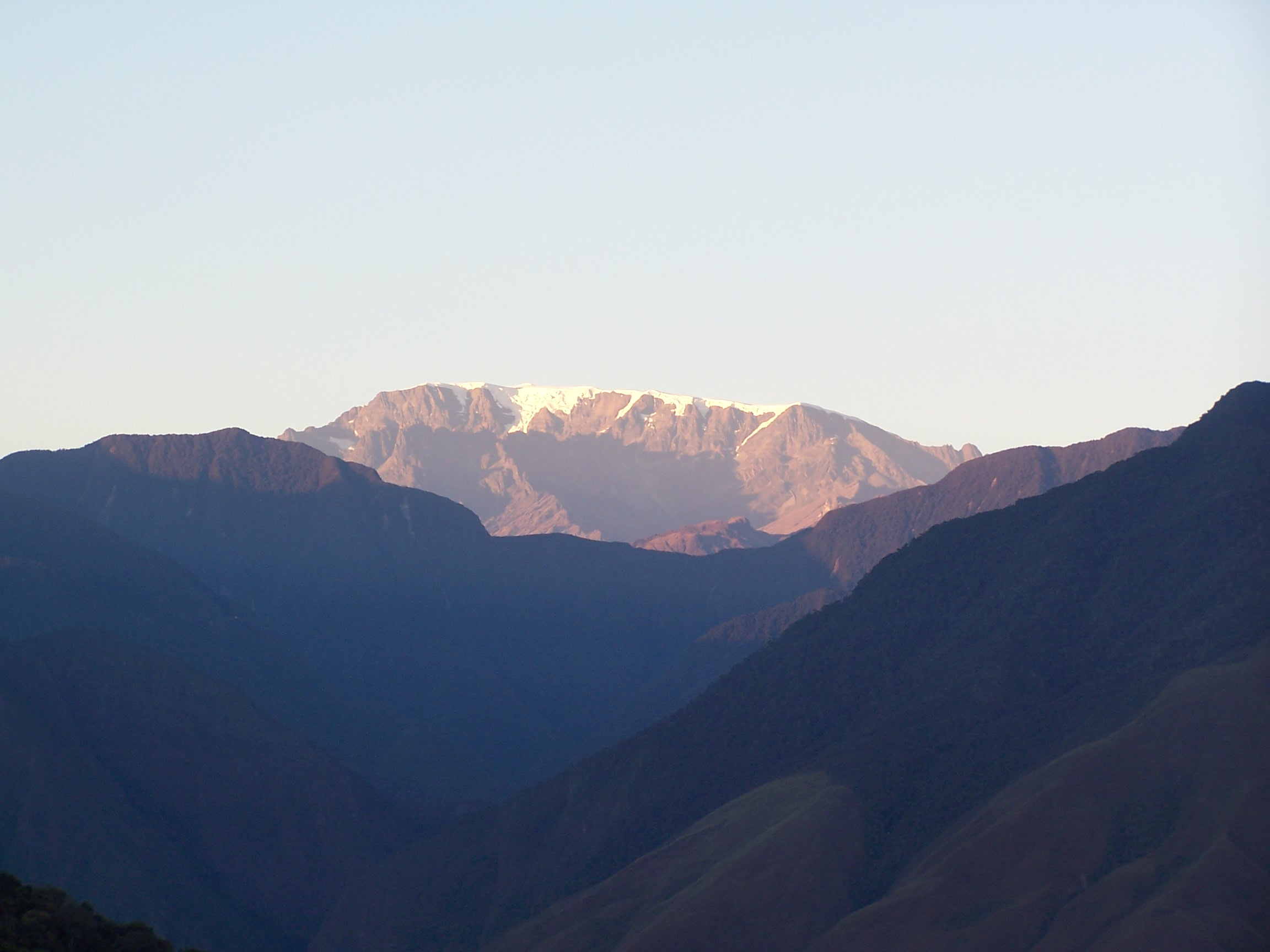

16°31′50″S 67°49′39″W / 16.53056°S 67.82750°W
穆魯拉塔山（西班牙語：Cerro Mururata），是玻利維亞的山峰，位於該國西部，處於拉巴斯以東35公里和伊宜馬尼峰以北，屬於玻利維亞瑞阿爾山脈的一部分，人類在1937年首次登頂。